# Amt Rauxel
| Amt in Preußen     | Amt in Preußen       |
| ------------------ | -------------------- |
| Name               | Rauxel               |
| Bestandszeitraum   | 1902–1926            |
| Provinz            | Westfalen            |
| Regierungsbezirk   | Arnsberg             |
| Landkreis          | Dortmund             |
| Fläche             | 17,31 km²            |
| Einwohner          | 16.930 (1910)        |
| Bevölkerungsdichte | 978 Einw./km² (1910) |
| Gemeinden          | 5                    |

Das Amt Rauxel war von 1902 bis 1926 ein Amt im Landkreis Dortmund in der preußischen Provinz Westfalen. Das Gebiet des ehemaligen Amtes gehört heute zur Stadt Castrop-Rauxel im Kreis Recklinghausen.

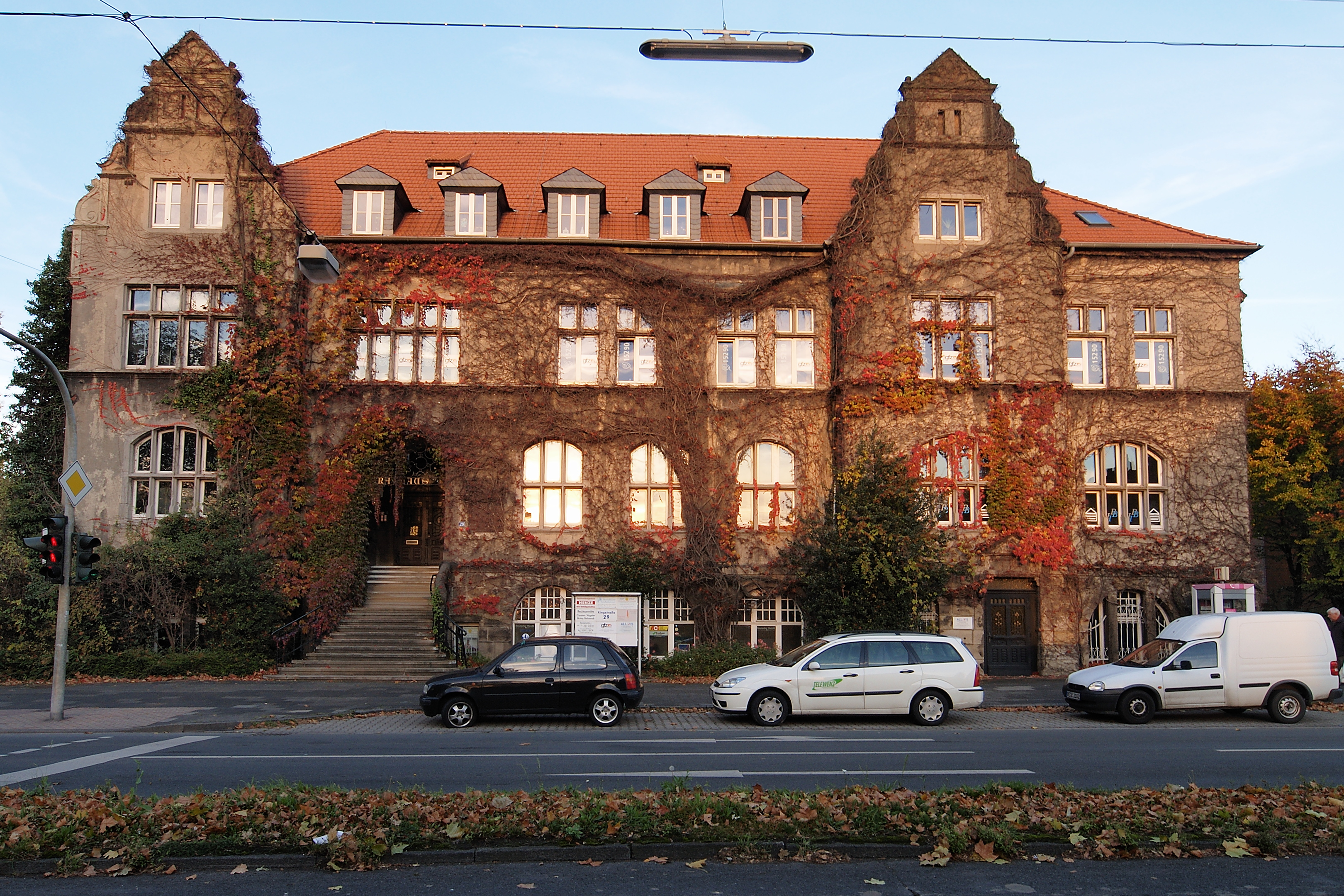
Ehemaliges Amtshaus Rauxel

## Geschichte
Das Amt Rauxel wurde am 1. April 1902 aus den Gemeinden Bövinghausen bei Castrop, Frohlinde, Habinghorst, Merklinde und Rauxel des aufgelösten Amtes Castrop neu gebildet.
Für das neue Amt wurde 1905 in der Rauxeler Ringstraße ein neues Amtshaus errichtet. Das Gebäude diente später als Rathaus der Stadt Castrop Rauxel.
Durch das Gesetz über die Neuregelung der kommunalen Grenzen im rheinisch-westfälischen Industriebezirke wurden das Amt Rauxel am 1. April 1926 aufgelöst. Seine Gemeinden wurden in die neue Stadt Castrop-Rauxel eingegliedert.